# Sono (singolo)
Sono è un singolo del cantante italiano Eros Ramazzotti, pubblicato il 25 agosto 2022 come secondo estratto dal quindicesimo album in studio Battito infinito.

## Descrizione
Il brano ha visto la partecipazione del cantautore spagnolo Alejandro Sanz. Del brano è stata anche pubblicata una versione in lingua spagnola intitolata Soy.

## Video musicale
Il videoclip, diretto da Adrián Egea, è stato pubblicato il 26 agosto 2022 sul canale YouTube del cantante.